# Anna Maria Maiolino
Anna Maria Maiolino (* 20. Mai 1942 in Scalea, Kalabrien) ist eine italienisch-brasilianische Malerin, Bildhauerin und Videokünstlerin.

## Leben und Werk
Anna Maria Maiolino wurde während des Zweiten Weltkriegs in Süditalien als Tochter eines Italieners und einer Ecuadorianerin geboren. 1954 emigrierte die Familie nach Südamerika. 1960 zogen sie von Venezuela nach Rio de Janeiro. Maiolino belegte die Fächer Malerei und Holzschnitt an der Escola Nacional de Belas Artes in Caracas, studierte anschließend an der Escola Nacional de Belas Artes in Rio de Janeiro und am Pratt Graphics Center in New York. Sie lernte während des Studiums Antonio Dias und Rubens Gerchman kennen. Maiolino lebte von 1968 bis 1971 in New York City.

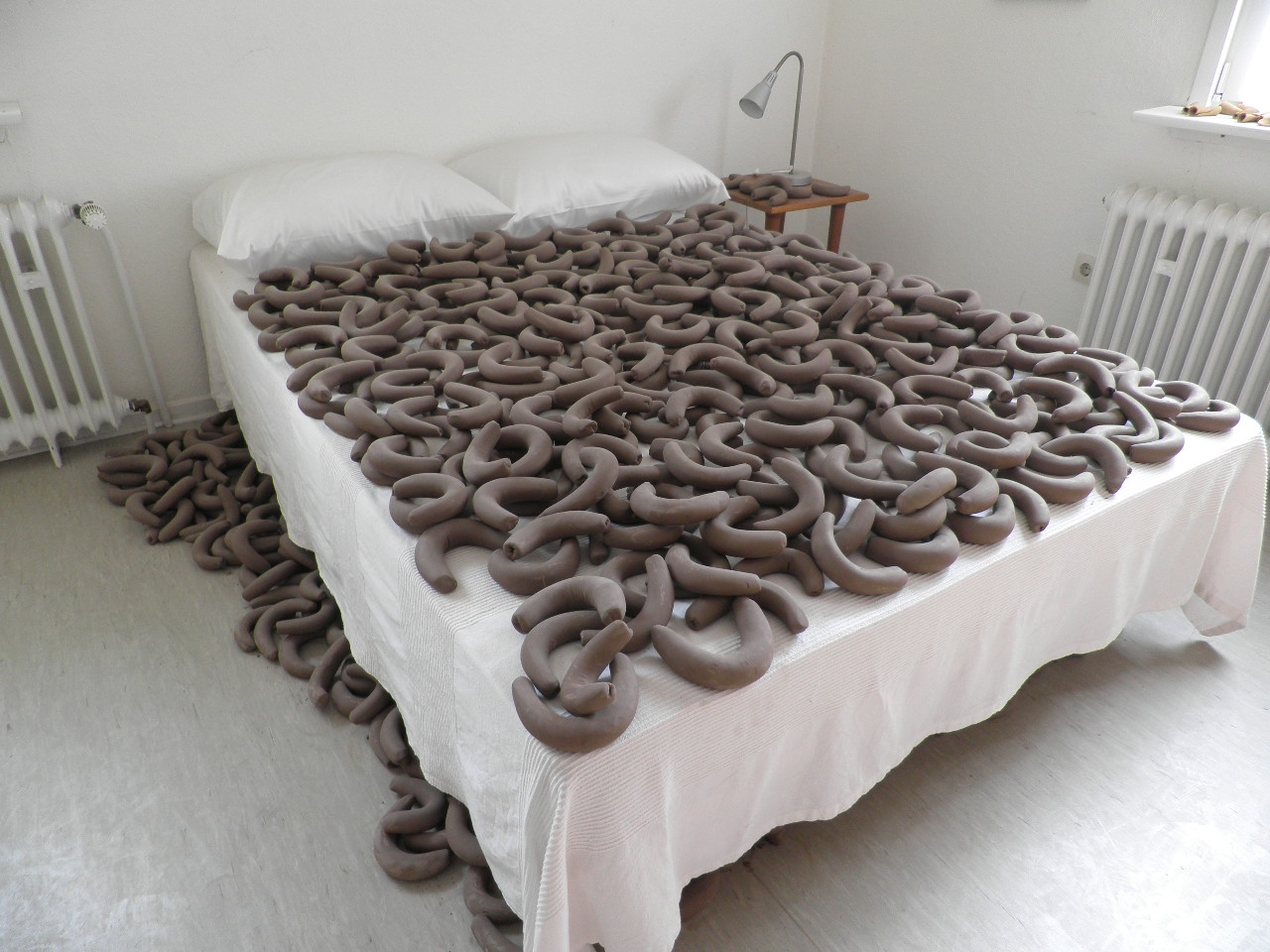
Werk von Maiolino in der Karlsaue, dOCUMENTA (13), Kassel

Maiolinos Werk ist in der frühen Phase bei brasilianischer Neo Concrete Art, New Figuration und New Objectivity einzuordnen, später in der Nähe der italienischen Neo Avantgarde, des amerikanischen Minimalismus sowie der Konzeptkunst.
Zusammen mit Lygia Pape, Lygia Clark und Hélio Oiticica war Anna Maria Maiolino 1967 Teilnehmerin der Ausstellung Nova Objetividade Brasileira (Neue brasilianische Objektivität) im Museu de Arte Moderna do Rio de Janeiro, die einen Wendepunkt von der konstruktivistischen Tradition zu neuen Kunstformen markierte.
Anna Maria Maiolino arbeitet in verschiedenen künstlerischen Disziplinen und Medien von Zeichnung, Drucken, Malerei über Skulptur, Künstlerbüchern bis zu Video und Performance. 1989 zog Maiolino von Rio de Janeiro nach Buenos Aires und arbeitet seitdem vorwiegend mit Ton. 
Die Skulpturen São 21/They are 21 (2013), São 25/They are 25 (2013), und Mais que Um/More than One (2013) aus der Serie Preposições/Prepositions sind Raku-Keramiken. In-Out/Anthropophagy (1973) ist ein bekannter Film von Anna Maria Maiolino. Das Video 08/07/2013 (2013) stammt aus der Serie Present.
2012 nahm Anna Maria Maioliono mit Here & There, einer großformatigen Ton-Installation, an der dOCUMENTA (13) in Kassel teil. Die Biennale di Venezia 2024 überreichte ihr für ihr Lebenswerk einen Goldenen Löwen.